# Mary Morton Kehew
Mary Morton Kehew, née Mary Morton Kimball le 8 septembre 1859 à Boston dans l'État du Massachusetts et morte le 13 février 1918 à Boston, est une syndicaliste et une réformatrice sociale américaine.
En 1892, succédant à Abby Morton Diaz (en), elle est élue présidente de la Women's Educational and Industrial Union (en) de Boston, mandat renouvelé jusqu'en 1914.
En 1903, elle est la première présidente de la Women's Trade Union League qu'elle a fondée avec Jane Addams et Leonora O'Reilly. En 1907, elle cède la place de la présidence à Margaret Dreier Robins.
Mary Morton Kehew est une des figures majeure des suffragistes qui ont milité pour le droit de vote des femmes aux États-Unis.

## Biographie

### Jeunesse et formation

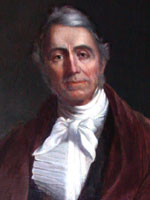
Marcus Morton.

Mary Morton Kimball est la quatrième des huit enfants et la troisième des cinq filles de Moses Day Kimball, un banquier adhérent à l'unitarisme et de Susan Tillinghast Kimball. Par sa mère, elle est la petite fille du gouverneur du Massachusetts, Marcus Morton ,,,,.
Mary Morton Kimball suit sa scolarité dans des écoles privées et dans le cadre de séjours en France, Allemagne et Italie. Son éducation achevée, elle épouse à ses 20 ans un marchand de pétrole, William Brown Kehew,.

### Carrière

#### La Women’s Educational and Industrial Union (WEIU)

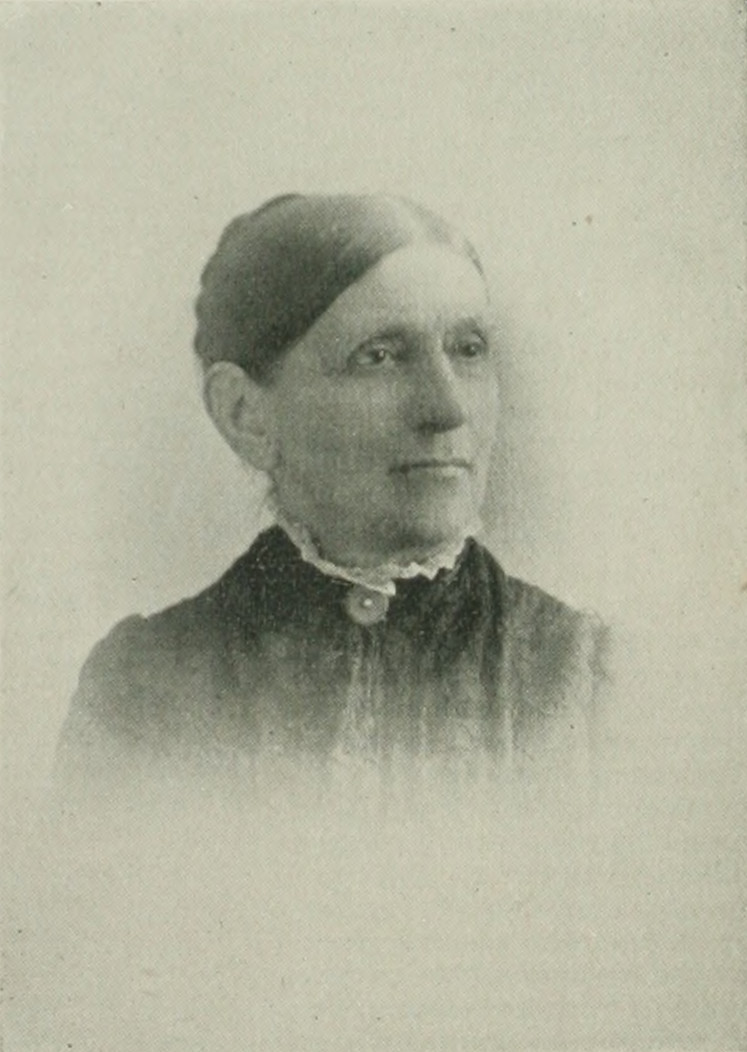
Abby Morton Diaz.

##### L'élection à la présidence
Peu après son mariage, Mary Morton Kehew s’intéresse aux activités de la Women’s Educational and Industrial Union (WEIU), fondée en 1877 par la docteure en médecine Harriet Clisby. La WEIU s'est donnée pour mission de faciliter les échanges entre les femmes aussi bien anciennement que récemment installées à Boston. Moyennant une cotisation de 1 $, les adhérentes peuvent participer à des réunions dominicales pour y exposer leurs diverses difficultés professionnelles, culturelles et familiales et y trouver des réponses. Mary Morton Kehew adhère à la WEIU en 1886. Après être élue au comité de direction en 1890, elle est élue à la charge de présidente en janvier 1892, prenant la succession de la présidence d'Abby Morton Diaz (1881–1892), qui devient sa vice-présidente. Son mandat de présidente est renouvelé jusqu'en 1914,,.

##### Les réformes internes de la WEIU
Sous la présidence de Mary Morton Kehew, la WEIU se réforme en profondeur. Parallèlement aux offres d'emploi, aux conseils juridiques et à l’organisation des ventes des fabrications artisanales de ses adhérentes, elle aménage des cours de formation générale et professionnelle. Les cours de couturière commencent en 1895, les cours d'arts ménagers en 1897, et ceux de vendeuse en 1905,,.
Lorsqu'en 1899, s'ouvre le Simmons College à Boston, connu aujourd’hui sous le nom de la Simmons University (en), établissement universitaire féminin, Mary Morton Kehew en devient l'une des administratrices en 1902. Elle établit une convention entre le Simmons College et la WEIU afin de faciliter l’accession des adhérentes de la WEIU à l'enseignement supérieur. En 1910, Mary Morton Kehew crée un bureau de placement pour les femmes fraîchement diplômées du Simmons College,,.

##### La WEIU et les réformes du Massachusetts
Pendant la période dite de l'Ère progressiste, la WEIU est une organisation majeure quant aux diverses réformes sociales menées dans le Massachusetts. Mary Morton Kehew participe à la création de diverses organisations, institutions et établissements, comme celle de la College Settlements Association (en), de la Denison House (Boston) (en), de la crèche située à la Tyler Street Day de Boston, d'une association pour l'hygiène alimentaire des nourrissons, de la Woolson House, institut pour les aveugles, ainsi que la promotion et la diffusion du braille. Elle siège également à la Commission nationale du Massachusetts pour l’enseignement industriel et à la Commission du Massachusetts pour mettre fin au travail des enfants,,.

#### La Women's Trade Union League

##### Les origines de la Women's Trade Union League

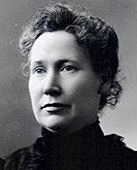
Mary Kenney O'Sullivan.

Mary Morton Kehew sait que les réformes sociales ne peuvent faire l'économie du travail des syndicats pour pouvoir aboutir. Grâce à sa sœur Hannah Parker Kinball, elle rencontre Mary Kenney O'Sullivan, qui fait partie des fondatrices de la Hull House de Chicago et une syndicaliste qui a organisé la Chicago Women’s Bindery Workers’ Union pour le compte de la Fédération américaine du travail. Ensemble, elles utilisent les immeubles de la WEIU pour créer l'Union for Industrial Progress pour encourager les ouvrières du Massachusetts à se syndiquer. Les premières branches sont celles des relieuses et des blanchisseuses en 1896, elles sont suivies par les ouvrières de l'industrie du tabac en 1899 et par les ouvrières du textile en 1901,.

##### La création de la  Women's Trade Union League

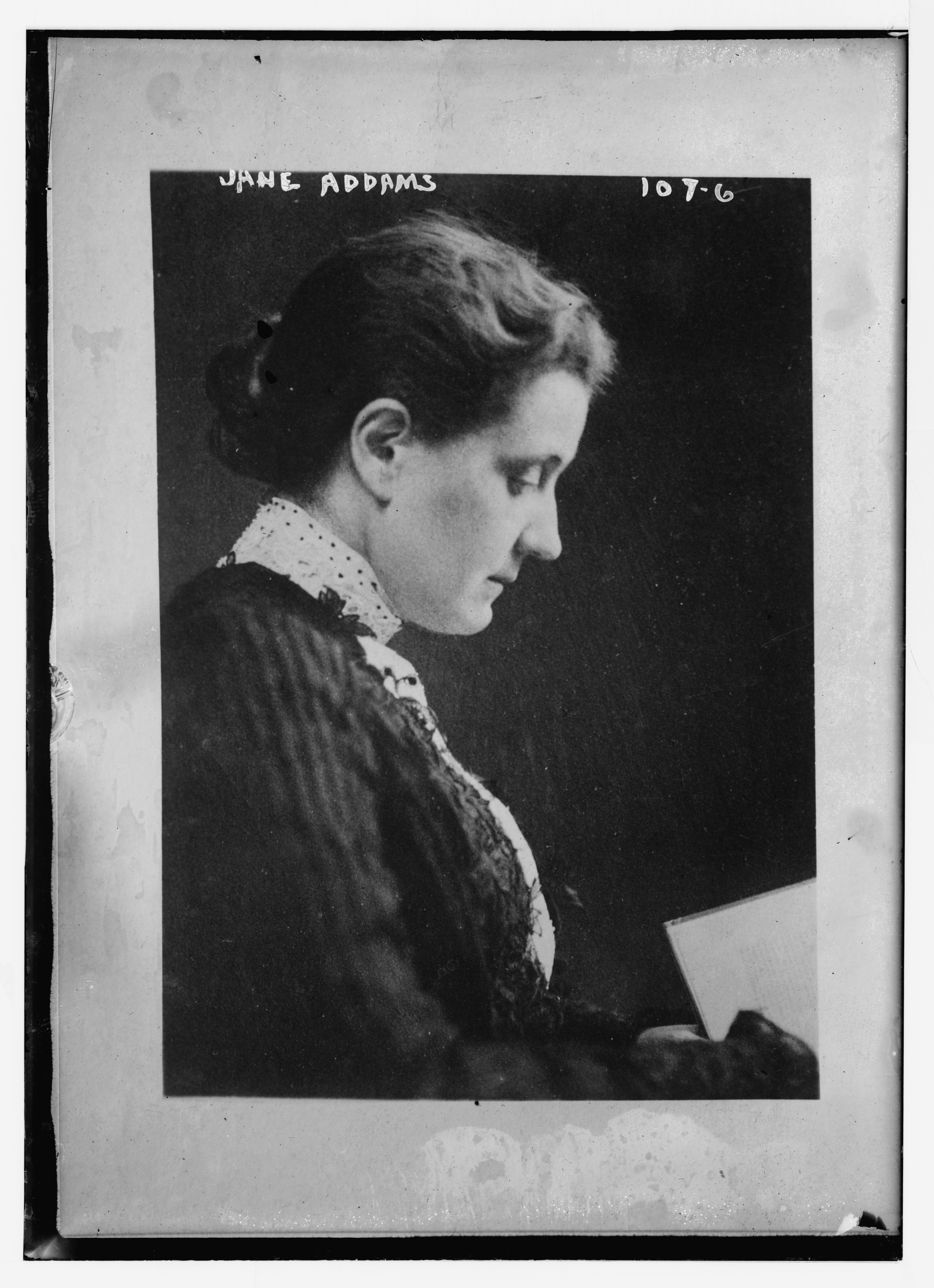
Jane Addams.

Le poids de ce syndicat est tel qu'il peut avoir un destin national en tant que syndicat spécifiquement ouvert aux seules ouvrières, aussi lors de la convention de la Fédération américaine du travail qui se tient à Boston en 1903, l'Union for Industrial Progress devient la Women's Trade Union League (WTUL), et dans la foulée Mary Morton Kehew est élue comme sa présidente avec Jane Addams élue vice-présidente. Elle tient la présidence jusqu'en 1907, date à laquelle Margaret Dreier Robins est élue à la présidence. Mais elle reste au conseil de direction de la WTUL,,.

##### Les actions menées
Mary Morton Kehew se consacre à initiative de réformes sociales à mener dans le Massachusetts. Les données statistiques sont, pour elle, des indicateurs primordiaux pour conduire les réformes prioritaires en matière de droit du travail et de prévention des maladies professionnelles, aussi créée-t-elle en 1905 un département de statistiques en lien avec la WEIU. Elle nomme à la tête de ce département Susan Myra Kingsbury (en) que cette dernière dirige de 1907 à 1915. Chaque année, ce département écrit des rapports annuels sur les salaires et heures de travail des ouvrières. rapports transmis au bureau des statistiques du travail du Massachusetts. De même, elle participe à la création du département du travail et de l'industrie du Massachusetts, .
Ce département de statistiques établit également des rapports sur les conditions de vie des ouvrières soulignant l'urgence de la promulgation de lois protégeant les droits des ouvriers et la prévention des maladies professionnelles. De 1906 à 1918, la WUTL, soumet à la Cour générale du Massachusetts des projets de lois dont plusieurs sont adoptés, projet de lois concernant le versement des salaires, les microcrédits, les saisies sur salaire pour les dettes, l'instauration d'un salaire minimum, le versement d'une pension de retraite pour les ouvriers âgés, le prix du lait et l'établissement d'une inspection du travail et d'hygiène. Cela sous l’impulsion de Mary Morton Kehew. Quand une loi est adoptée, elle met immédiatement un dispositif pour vérifier l'effectivité de ces lois,.

#### Regards sur son action

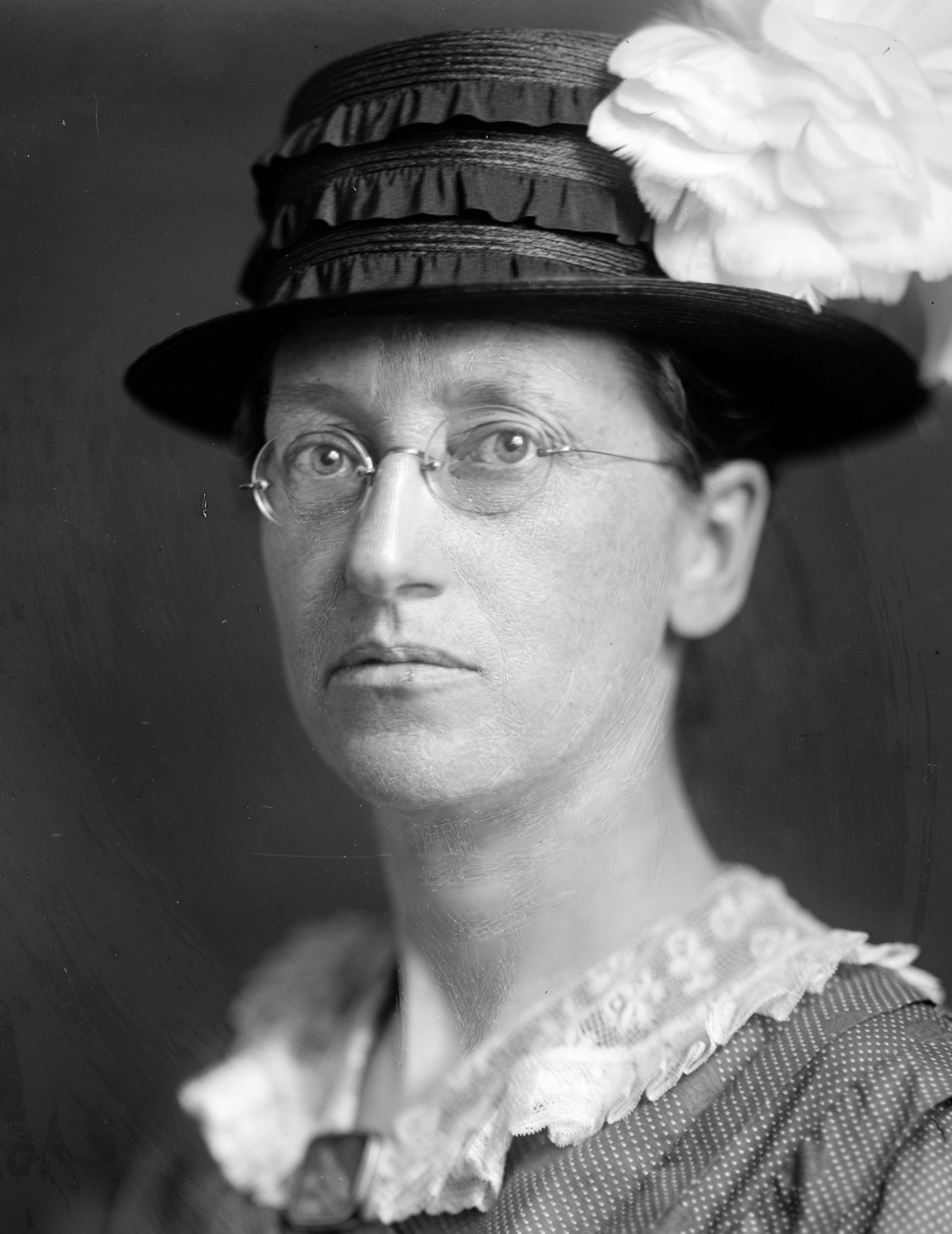
Emily Greene Balch.

Mary Morton Kehew est considérée comme une réformatrice ayant un sens particulièrement réaliste pour mener à bien les réformes. Ainsi, elle est capable de discuter, argumenter auprès des différentes parties prenantes, personnalités politiques, législateurs, ouvriers, représentants syndicaux, etc. et faire comprendre le point de vue des uns et des autres. Elle a toujours évité d’apparaître au premier plan de la vie publique, préférant travailler en arrière plan en tant qu'organisatrice et administratrice. Son succès de réformatrice est également liée à ses qualités de leadership, de générosité, de loyauté, de fidélité à ses engagements et aux personnes. Emily Greene Balch explique que l'engagement de Mary Morton Kehew est dû à une profonde conviction en la démocratie, elle déclare à son sujet « était littéralement convaincue par la prééminence de la démocratie et par l'égalité de traitement pour chacun ]...[ elle ne cherchait pas la reconnaissance mais les résultats et si  ceux-ci étaient mis au crédit d'une autre personne qu'importe ! »,.

### Vie privée
Le 8 janvier 1880, Mary Morton Kimball épouse William Brown Kehew, devenant ainsi Mary Morton Kehew, Le couple Kehew n'a pas eu d'enfant.
Mary Morton Kehew, décède chez elle, des suites d'une néphropathie, après ses funérailles, elle est inhumée au cimetière de Mount Auburn à proximité de Cambridge.
Apprenant la mort de son amie Mary Morton Kehew, la prix Nobel, Emily Greene Balch écrit à son sujet « Pendant l'ère progressiste, elle fut comme une fée marraine de toutes les réformes sociales, de l'amélioration du droit du travail et qui n'a jamais échoué ]...[ la plus grande personnalité politique en matière de réforme sociale que je n'ai jamais connue »,.

## Pour approfondir